# Honório Gurgel
Honório Gurgel do Amaral (Rio de Janeiro, 14 de março de 1860 — 21 de outubro de 1920) foi um político brasileiro. 
Foi prefeito da cidade do Rio de Janeiro, então Distrito Federal, tendo governado entre 23 de maio de 1899 e 1 de fevereiro de 1900.

## Biografia
Filho do major Honório Gurgel do Amaral e de Antônia Alexandrina Rangel de Vasconcelos Amaral, nasceu no bairro carioca de Irajá, localidade então de características rurais.
No serviço público trabalhou na Alfândega do Rio de Janeiro.
Eleito em 1895, ocupa seu primeiro cargo político ao tornar-se intendente municipal do Rio de Janeiro (cargo equivalente ao de vereador naquela época); no Conselho Municipal ocupou as funções de vice-presidente, primeiro e segundo-secretário, além de relator da Comissão de Orçamento.
Reeleito em 1899 é escolhido para o cargo de Presidente do Conselho Municipal; exercendo este cargo, respondeu interinamente pela prefeitura do Rio de Janeiro (então Distrito Federal) no período compreendido entre 23 de maio de 1899 a 1º de fevereiro de 1900, ocupando função anteriormente exercida por Cesário Alvim. Honório Gurgel seria substituído posteriormente na prefeitura por Antônio Coelho Rodrigues.
Pelo Distrito Federal, foi eleito sucessivamente ao cargo de deputado federal em 1900, 1903 e 1906; todavia, por conflitos políticos, em nenhuma dessas ocasiões a sua eleição foi reconhecida pela Comissão verificadora dos poderes e Honório acaba por não ser empossado deputado federal.
Em 1909, pela quarta vez, concorre à deputado federal. Desta vez a sua eleição acaba por ser reconhecida e, na Câmara dos Deputados do Brasil, exerce seu mandato até 1911. Onde propõe projetos de lei sobre reformas no correio e contra o contrabando.
Faleceu em 1920, sendo sepultado no Cemitério de Irajá.

## Homenagens
No município do Rio de Janeiro, a localidade de Munguengue e sua estação ferroviária tiveram a seus nomes alterados para passar a serem denominados como Honório Gurgel. Atualmente o bairro pertence à região administrativa da Madureira, na Zona Norte da cidade. Segundo o Instituto Brasileiro de Geografia e Estatística, em 2010 o bairro ocupava uma área territorial de 136 hectares na qual residiam cerca de 21 mil habitantes.
Um busto em homenagem a Honório Gurgel foi inaugurado em 2012, na Praça Othon Almeida, no bairro que leva o nome do homenageado; a peça em bronze e pedestal de concreto foi encomendada pela prefeitura da cidade do Rio é obra de autoria Christina Motta, cuja fundição deu-se na FEB (Fundição e Esculturas em Bronze).